# レッグ・カール
レッグ・カール(leg curl)とはウェイトトレーニングの基本的種目の一つ。
道具として専用のレッグカールマシンやトレーニングチューブ、アンクルウエイトなどを必要とし、ハムストリングスの筋力をアップさせるのに大きな効果がある。エアロビクスなどではウエイトを使わない下腿の重量のみでのレッグ・カールも存在する。
ライイング・レッグカールでは半腱様筋・半膜様筋と大腿二頭筋が同程度に刺激される。
シーテッド・レッグカールでは半腱様筋と半膜様筋への刺激が大きく、大腿二頭筋への刺激が抑えられる。
ハムストリングスの内側の種目として行われるのはシーテッド・レッグカールである。
ハムストリングスの上部の種目として行われるのはスタンディング・レッグカールである。

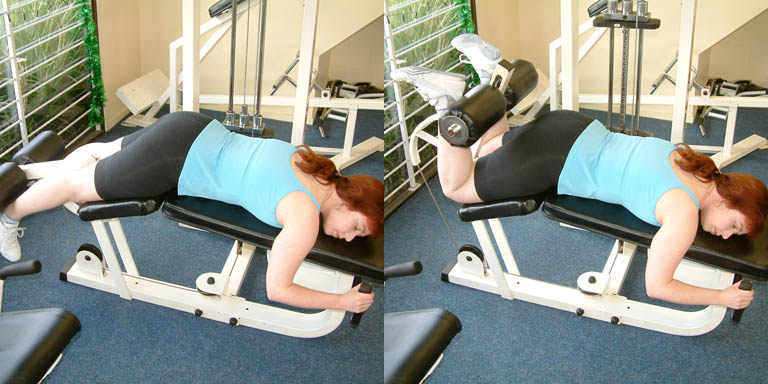
ライイング・レッグ・カール

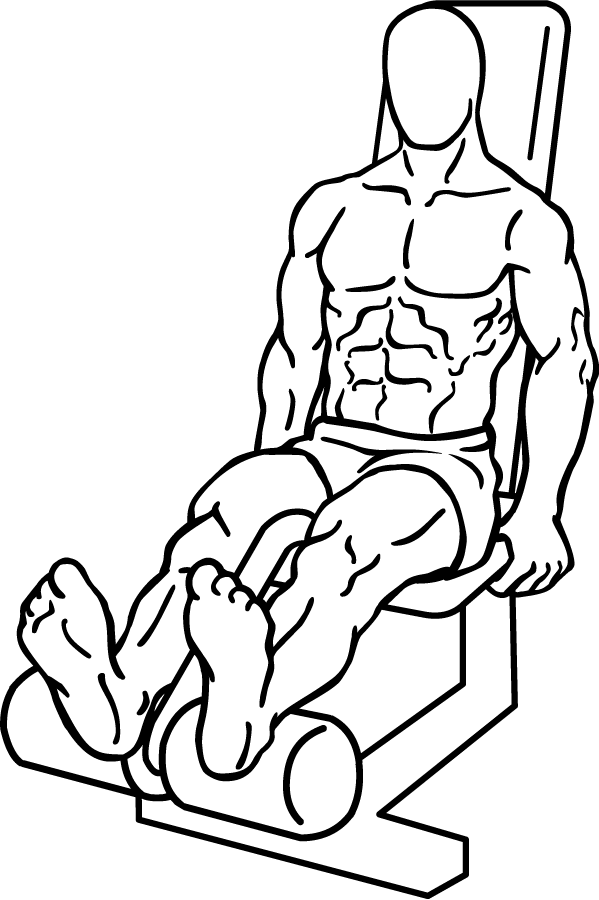
シーテッド・レッグ・カール(スタート)

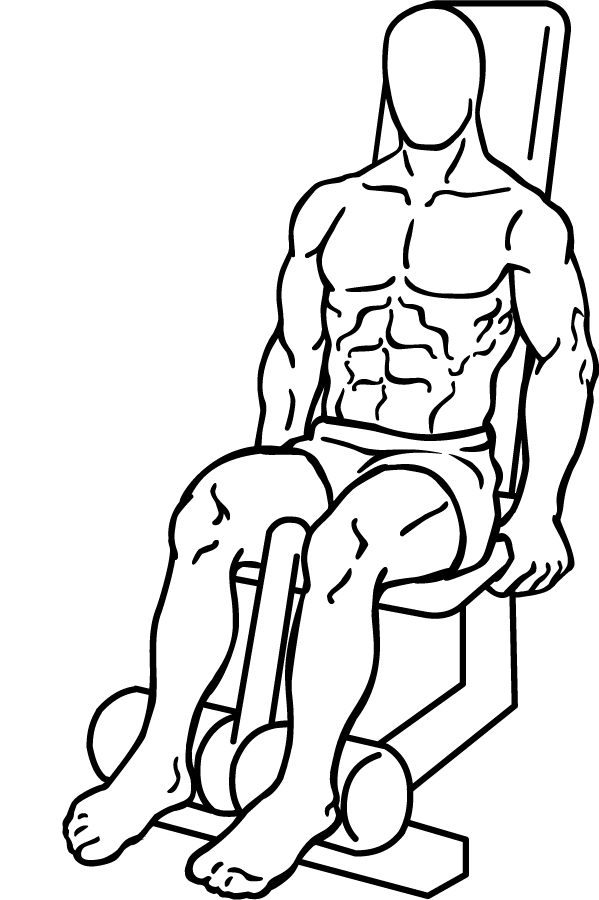
シーテッド・レッグ・カール(フィニッシュ)

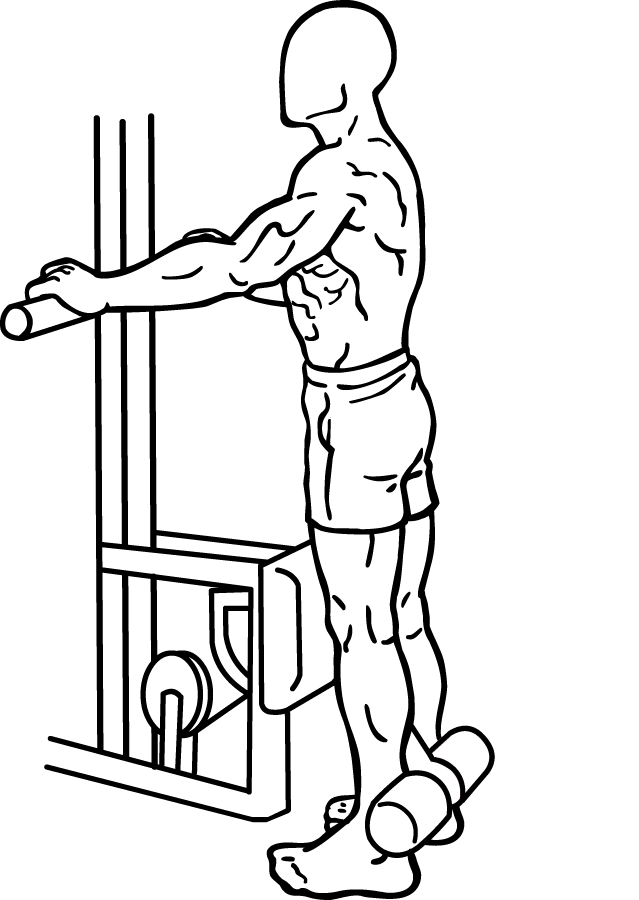
スタンディング・レッグ・カール(スタート)

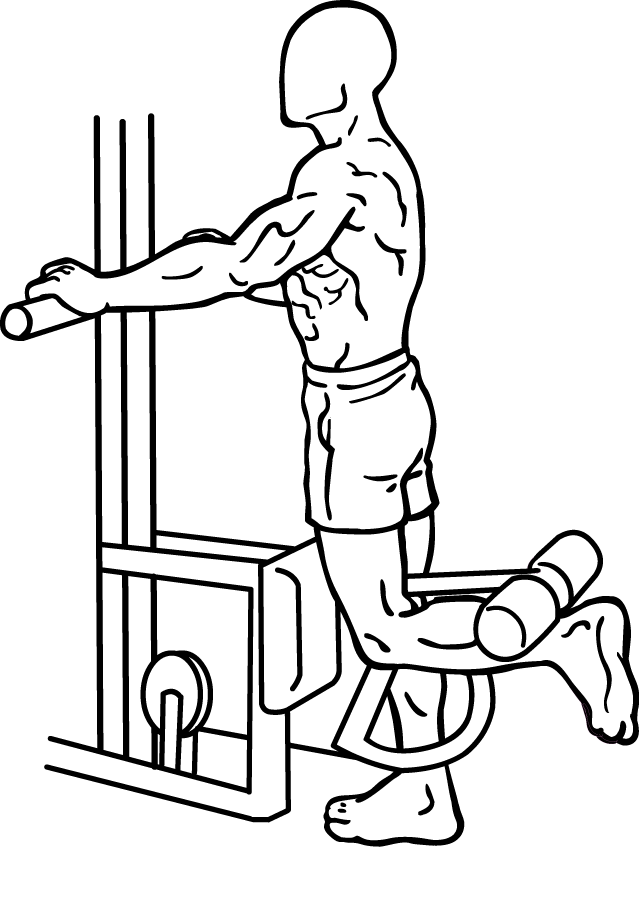
スタンディング・レッグ・カール(フィニッシュ)

## 具体的動作

### ライイング・レッグカール
1. 自分の脚の長さに合わせてレッグカールマシンのパッドの位置を調節する。膝をマシンの回転軸の位置に合わせ、うつ伏せになり、ハンドルを掴む。
2. 息を吐きながら脚を曲げる。足首を曲げて行うとハムストリングスを収縮させやすい。このとき、腰が浮かないように注意する。
3. 十分に曲げたら、息を吸いながら元の姿勢に戻る。
4. 2~3を繰り返す。

### シーテッド・レッグカール
1. 自分の脚の長さに合わせてレッグカールマシンのパッドと背もたれの位置を調節する。膝をマシンの回転軸の位置に合わせ、シートに座り、ハンドルを掴む。
2. 息を吐きながら脚を曲げる。足首を曲げて行うとハムストリングスを収縮させやすい。
3. 十分に曲げたら、息を吸いながら元の姿勢に戻る。
4. 2~3を繰り返す。

### スタンディング・レッグカール
1. 自分の脚の長さに合わせてレッグカールマシンのパッドの位置を調節する。膝をマシンの回転軸の位置に合わせ、直立する。
2. 息を吐きながら片脚を曲げる。足首を曲げて行うとハムストリングスを収縮させやすい。
3. 十分に曲げたら、息を吸いながら元の姿勢に戻る。
4. 2~3を繰り返す。反対側も同様に行う。

### プローン・レッグカール
1. 上体はシートから浮かせて背筋をまっすぐに保ち、パッドの下に脹脛をひっかける。動作は股関節を伸ばした状態で始める。
2. 息を吐きながら両足を曲げる。フィニッシュポジションでは、ハムストリングが最大収縮しているため、大腿がシートから浮いた状態となる。
3. 十分に曲げたら、息を吸いながら元の姿勢に戻る。
4. 2~3を繰り返す。

### バランスボール・レッグカール
1. 床に仰向けになり、バランスボールに足を乗せる。腋を軽く開き、両手で床を押さえる。
2. 息を吐きながら、腰を床につけたまま、膝を曲げてボールを自分の方へ引き寄せる。
3. 息を吸いながら元の姿勢に戻る。
4. 2~3を繰り返す。

### バランスボール・レッグカール(高負荷)
1. 床に仰向けになり、バランスボールに足を乗せる。腋を軽く開き、両手で床を押さえる。尻を上げ、肩で体重を支える。肩から膝までをまっすぐに保つ。
2. 息を吐きながら、膝を曲げてボールを自分の方へ引き寄せる。
3. 息を吸いながら元の姿勢に戻る。
4. 2~3を繰り返す。